# La Boussac
La Boussac (tiếng Breton: Labouseg, Gallo: Labóczac) là một xã của tỉnh Ille-et-Vilaine, thuộc vùng Bretagne, miền tây bắc nước Pháp.

## Dân số
Người dân ở La Boussac được gọi là Boussacquais.